# Kreslice
Kreslice (en allemand Kscheslitz) est un quartier pragois situé dans le sud-est de la capitale tchèque, appartenant à l'arrondissement de Prague 10, d'une superficie de 343,5 hectares est un quartier de Prague. En 2018, la population était de 1 079 habitants.
La ville est devenue une partie de Prague en 1974.